# Elipsoide

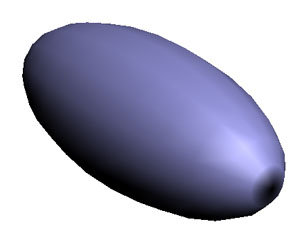
Imagem tridimensional de um elipsoide

Em matemática, um elipsoide (pré-AO 1990: elipsóide) é uma superfície cuja equação num sistema de coordenadas cartesianas x-y-z é
{\displaystyle {x^{2} \over a^{2}}+{y^{2} \over b^{2}}+{z^{2} \over c^{2}}=1}
onde a, b e c são números reais positivos que determinam as dimensões e forma do elipsoide. Se dois dos números são iguais, o elipsoide é um esferoide; se os três forem iguais, trata-se de uma esfera.
Supondo a ≥ b ≥ c, então:
- a ≠ b ≠ c : o elipsoide é escaleno
- c = 0 : o elipsoide é plano (duas elipses em simetria)
- b = c : esferoide em forma de charuto
- a = b : esferoide em forma de comprimido
- a = b = c : esfera

Os esferoides resultam da rotação de uma elipse em torno de um dos seus eixos.

## Volume
O volume de um elipsoide é dado por:
{\displaystyle {\frac {4}{3}}\pi abc}

## Área da superfície
A área da superfície tem uma fórmula mais complexa, dada por:
{\displaystyle 2\pi \left(c^{2}+{\frac {bc^{2}}{\sqrt {a^{2}-c^{2}}}}F(\theta ,m)+b{\sqrt {a^{2}-c^{2}}}E(\theta ,m)\right)}
em que
{\displaystyle m={\frac {a^{2}(b^{2}-c^{2})}{b^{2}(a^{2}-c^{2})}}}
{\displaystyle \theta =\arcsin {\left(e\right)}}
{\displaystyle e={\sqrt {1-{\frac {c^{2}}{a^{2}}}}}}
e {\displaystyle F(\theta ,m)} e {\displaystyle E(\theta ,m)} são os integrais elípticos incompletos do segundo e terceiro tipos.
Fórmulas aproximadas:
Elipsoide plano: {\displaystyle =2\pi \left(ab\right)}
Se {\displaystyle b=c}: {\displaystyle \approx 2\pi \left(c^{2}+ac{\frac {\arcsin {\left(e\right)}}{e}}\right)}
Se {\displaystyle a=b}: {\displaystyle \approx 2\pi \left(a^{2}+c^{2}{\frac {\operatorname {arctanh} {\left(e\right)}}{e}}\right)}
Se o elipsoide é escaleno: {\displaystyle \approx 4\pi \left({\frac {a^{p}b^{p}+a^{p}c^{p}+b^{p}c^{p}}{3}}\right)^{1/p}}
onde p ≈ 1,6075 resulta num erro relativo máximo de cerca de 1 061% (fórmula de Knud Thomsen); um valor de p = 8/5 = 1,6 resulta bem para praticamente todos os elipsoides esferoides, com erro relativo máximo de 1 178% (fórmula de David W. Cantrell).

## Transformações lineares
Ao aplicar uma transformação linear invertível a uma esfera, obtém-se um elipsoide
A intersecção de um elipsoide com um plano é um conjunto vazio, um ponto ou uma elipse.

## Aplicação em cartografia
Nas ciências cartográficas, os elipsoides são utilizados como aproximação da forma irregular da Terra, já que representam o achatamento nos polos, ao contrário das esferas. As projecções cartográficas têm como domínio coordenadas elipsoidais.